# Karel Burian
Karel Burian, także Carl Burrian (ur. 12 stycznia 1870 w Rousínovie, zm. 25 września 1924 w Senomatach) – czeski śpiewak operowy, tenor.

## Życiorys
W latach 1889–1891 uczył się śpiewu w Pradze u K. Wallersteina i M. Angera, jednocześnie studiując prawo. Na scenie operowej zadebiutował w 1891 roku w Brnie jako Jenik w Sprzedanej narzeczonej Bedřicha Smetany. Od 1891 do 1899 roku był zatrudniony na kontrakcie w operze w Brnie. W 1899 roku przez krótki czas śpiewał w Teatrze Narodowym w Pradze. Z powodzeniem występował na scenach niemieckich, w 1905 roku kreował postać Heroda w prapremierowym przedstawieniu opery Salome Richarda Straussa w Dreźnie. Występował gościnnie w Covent Garden Theatre w Londynie (1904–1914) oraz w Metropolitan Opera w Nowym Jorku (1906–1907 i 1912–1913).
Zdobył sobie sławę przede wszystkim jako wykonawca ról w operach Richarda Wagnera. W 1908 roku wystąpił na festiwalu w Bayreuth, kreując tytułową rolę w Parsifalu. Opublikował swoje wspomnienia pt. Z mých pamětí (wyd. Praga 1913).